# Helena Rosendahl Bach
Helena Rosendahl Bach, född 12 juni 2000, är en dansk simmare.

## Karriär
I juli 2021 tävlade Rosendahl Bach vid OS i Tokyo och slutade på 12:e plats på 200 meter fjärilsim samt på 25:e plats på 1 500 meter frisim. I november 2021 vid kortbane-EM i Kazan tog hon silver på 200 meter fjärilsim. I augusti 2022 vid EM i Rom tog hon silver och noterade ett nytt danskt rekord på 200 meter fjärilsim.
I februari 2024 vid VM i Doha tog Rosendahl Bach silver på 200 meter fjärilsim. Vid EM 2024 i Belgrad tog hon guld på 200 meter fjärilsim samt var en del av Danmarks lag som tog brons på 4×100 meter medley.